# Colònia clonal

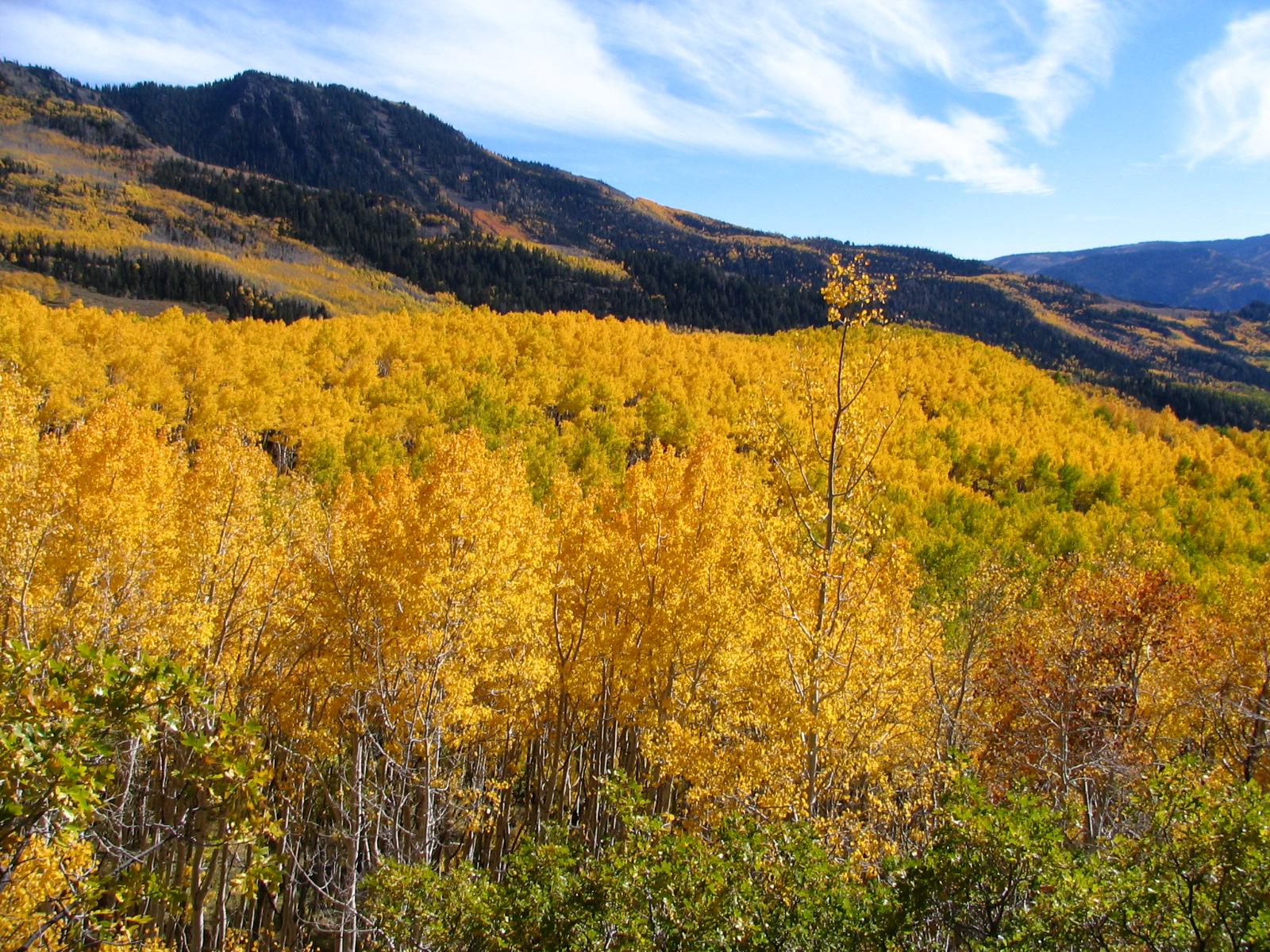
Una colònia clonal d'àlbers en el bosc nacional Fishlake

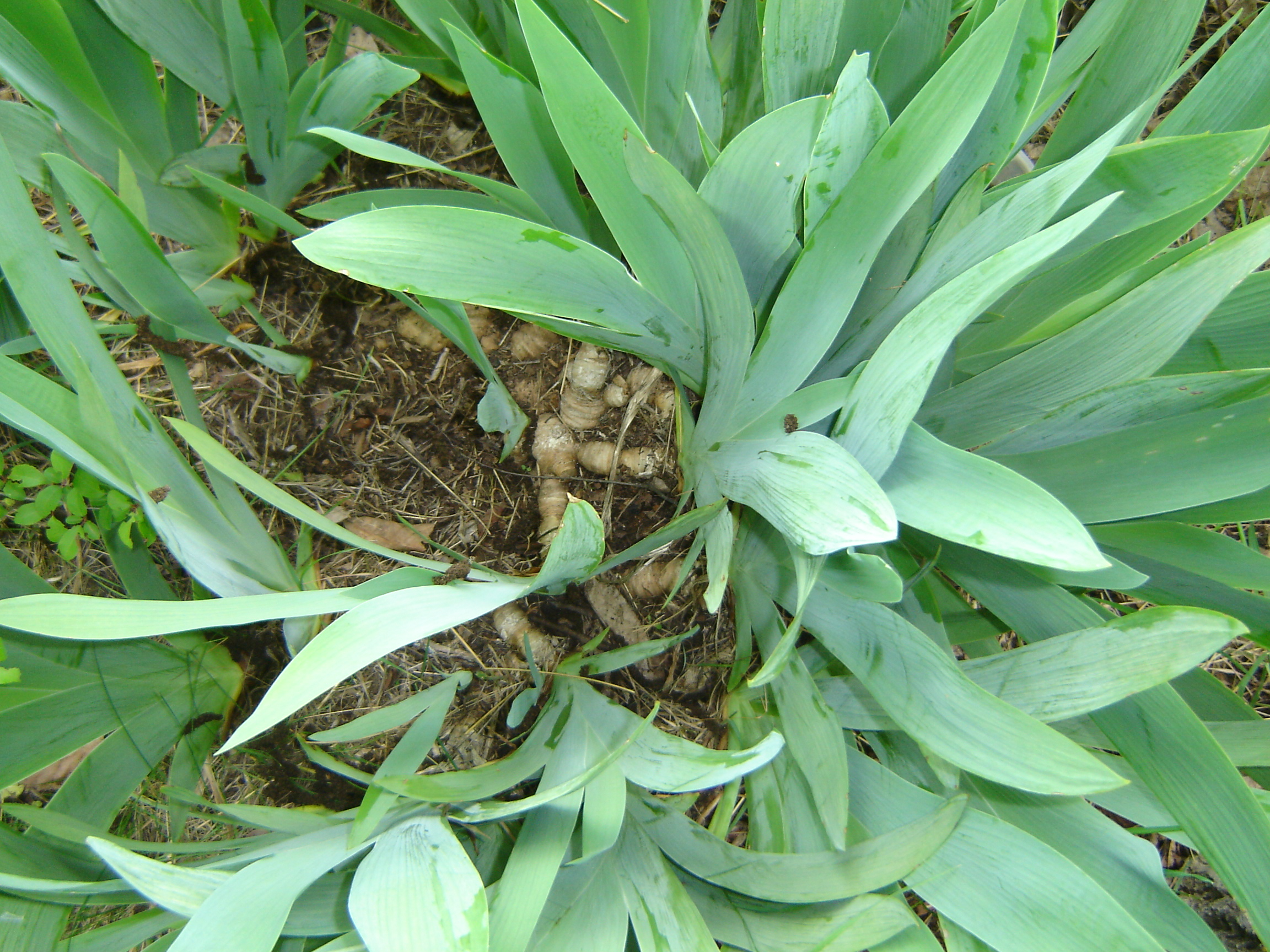
Una colònia clonal d'Iris germanica. Notin-se les tiges rizomàtiques per les que la planta es reprodueix.

Una colònia clonal és un cas de reproducció asexual, un grup d'individus genèticament idèntics, tals com plantes, fongs o bacteris, que han crescut en un determinat lloc, tots originats d'un sol avantpassat per reproducció vegetativa, no sexual. En les plantes, un individu d'aquest tipus de població es coneix com a ramell. En els fongs, els individus es refereixen normalment als cossos fructífers visibles o bolets que es desenvolupen a partir d'un miceli comú que, encara que s'estén sobre una àrea gran, roman ocult en el sòl.
Les colònies clonals són colònies biològiques comunes en moltes espècies de plantes. Encara que moltes plantes es reprodueixen sexualment a través de la producció de llavors, la reproducció en algunes plantes es produeix per estolons subterranis o rizomes. Per sobre del sòl, aquestes plantes semblen individus diferents, però sota terra romanen interconnectades i són totes clons de la mateixa planta. No obstant això, no sempre és fàcil reconèixer una colònia clonal especialment si s'estén sota terra i està també reproduint-se sexualment.

## Mètodes d'establiment
Els principals mètodes d'establiment de colònies clonals, segons la classe d'organismes, són:
- en la majoria de les plantes llenyoses, les colònies clonals poden sorgir per àmplies arrels que, a intervals, envien nous brots, anomenats plançons;
- els arbres i arbustos que tinguin branques que arribin a tocar el sòl poden formar colònies via murgons, per exemple, el salze i la mora (fruita);
- algunes enfiladisses formen naturalment arrels adventícies en les seves tiges, que arrelen en el sòl quan aquestes tiges entren en contacte amb el sòl, per exemple, l'heura i les espècies del gènere Campsis;
- amb altres enfiladisses, l'arrelament de la tija quan els nodes entren en contacte amb el sòl pot establir una colònia clonal, per exemple, Wisteria;
- algunes falgueres i moltes plantes amb flors herbàcies formen sovint colònies clonals via tiges subterrànies horitzontals, anomenats rizomes, per exemple, la falguera Matteuccia struthiopteris i les espècies del gènere Solidago;
- un nombre de plantes amb flors herbàcies formen colònies clonals a través de la superfície horitzontal derivant els denominats estolons, per exemple, la maduixa i moltes altres herbes;
- plantes no llenyoses amb òrgans d'emmagatzematge subterranis, com a bulb (botànica)s i tubercles, també poden formar colònies, per exemple, el narcís i el safrà;
- unes poques espècies de plantes poden formar colònies via plàntules adventícies que es formen sobre les fulles, per exemple, la Kalanchoe daigremontiana i la Tolmiea menziesii;
- unes poques espècies de plantes poden formar colònies via llavors asexuals, anomenades apomixis, com per exemple, la dent de lleó.

## Rècord de colònies
Hi ha un grup de 47.000 àlbers trèmuls (Populus tremuloides) (sobrenomenat "Pando") de les muntanyes Wasatch, Utah, USA, que ha demostrat ser un únic clon connectat pel sistema radicular i que de vegades es considera que és l'organisme (en massa), més gran del món, ja que abasta 43 ha. És possible que hi hagi altres colònies clonals desconegudes d'arbres que rivalitzin o superin aquesta grandària.
L'única planta coneguda de Lomatia Rei (Lomatia tasmanica) a Tasmània és una colònia clonal que s'estima té 43.600 anys. Un altre candidat possible d'organisme més antic a la terra és un lloc de la marina planta de Posidònia oceanica en el mar Mediterrani, que podria tenir fins a 100.000 anys.

## Exemples
Quan les plantes llenyoses formen colònies clonals solen romandre connectades a través del sistema radicular, compartint arrels, aigua i nutrients minerals. Unes poques plantes llenyoses, no trepadoras, que formen colònies clonals són:
- Mirica, Myrica pensylvanica;
- robinia negra, Robinia pseudoacacia;
- Bladdernut, espècies de Staphylea;
- Blueberry, espècies de Vaccinium;
- Devil's Club Oplopanax horridus
- Forsythia, espècies de Forsythia;
- avellana, espècies de Corylus;
- robinia de la mel, Gleditsia triacanthos;
- cafetero de Kentucky, Gymnocladus dioicus;
- Kerria, Kerria japonica;
- Pawpaw, Asimina triloba
- arbre Pando, colònia clonal sorgida a partir d'un únic àlber trèmul masculí (Populus tremuloides) localitzada en l'estat nord-americà de Utah
- Populus, espècies dePopulus;
- Sassafras, Sassafras albidum;
- Sumac, espècies de Rhus;
- Liquidámbar, Liquidambar styraciflua
- Calycanthus, Calycanthus floridus